# Кэри, Джонни
Джон Джеймс Кэ́ри (англ. John James Carey; 23 февраля 1919, Дублин, Ирландия — 22 августа 1995, Маклсфилд, Англия), более известный как Джо́нни Кэ́ри (англ. Johnny Carey) — ирландский футболист и футбольный тренер. Почти всю свою профессиональную карьеру игрока провёл в составе английского клуба «Манчестер Юнайтед», в котором с 1946 по 1953 годы был капитаном. Также был игроком и капитаном обеих сборных Ирландии (под контролем ФАИ и под контролем ИФА). В 1949 году был признан лучшим футболистом года по версии Ассоциации футбольных журналистов. Кэри стал первым капитаном футбольной команды из-за пределов Великобритании (и первым ирландцем), выигравшим Кубок Англии и чемпионат Англии. Был игроком-универсалом, выступая на разных позициях, включая защитника, хавбека и нападающего и вратаря. После завершения карьеры игрока работал тренером в нескольких английских клубах и в сборной Ирландии.

## Клубная карьера
Уроженец Дублина, Джеки Кэри (до переезда в Англию его называли Джеки, и лишь потом он стал более известен как Джонни) начал играть в футбол за клуб «Хоум Фарм». Параллельно он играл в гэльский футбол и представлял Дублин в этом виде спорта. Когда стало известно, что он играет в «оба вида» футбола, по законам тех лет его дисквалифицировали из ассоциации гэльского футбола. Перед началом сезона 1936/37 подписал контракт с футбольным клубом «Сент-Джеймс Гейт». В течение пары месяцев выступлений за этот дублинский клуб его заметил Билли Биэн, скаут «Манчестер Юнайтед» в Ирландии. Биэн пригласил Луиса Рокку, главного скаута «Манчестер Юнайтед», посмотреть на Кэри вживую. В результате в ноябре 1936 года Джонни Кэри перешёл в английский клуб за рекордную для ирландской лиги сумму в размере 250 фунтов стерлингов.  Около года выступал за резервную команду. 25 сентября 1937 года Кэри дебютировал за «Манчестер Юнайтед» в матче против «Саутгемптона». До войны Кэри играл на «Юнайтед» и за сборную на позиции левого инсайда.
В военное время официальные турниры в Англии были приостановлены, но Кэри продолжал выступать за «Юнайтед» в военных лигах, сыграв 112 матчей и забив 47 мячей с 1939 по 1943 год. Он провёл несколько матчей в качестве гостевого игрока за «Кардифф Сити», «Манчестер Сити», «Эвертон», «Ливерпуль» и «Мидлсбро». Также сыграл два «гостевых» матча за ирландский «Шемрок Роверс»: 6 апреля 1941 года против «Лимерика» (забил один мяч) и в апреле 1942 года против «Шелбурна» (забил два мяча).
Будучи гражданином нейтральной Ирландии, а не Великобритании, объявившей войну Германии, Кэри имел право не участвовать в войне. Однако он заявил: «страна, которая даёт мне средства к существованию, стоит того, чтобы за неё бороться», и вступил в ряды Британской армии. Проходил службу в Италии и на Среднем Востоке. После окончания войны его приглашали продолжить футбольную карьеру в Италии, но он отказался и вернулся в «Манчестер Юнайтед».
После возвращения в «Юнайтед», за который ранее он играл в роли инсайда, он начал выступать на других позициях, включая правого защитника и хавбека. За всю свою карьеру в «Юнайтед» он играл на всех позициях на футбольном поле, кроме правого крайнего нападающего; одну игру чемпионата даже провёл в роли вратаря (это случилось 18 февраля 1953 года в матче против «Сандерленда», так как два основных вратаря команды отсутствовали: Джек Кромптон был призван на сборы в армию, а Джек Кромптон заболел). Однако большую часть своих выступлений за клуб он провёл на позиции правого защитника. Сразу после его возвращения новый главный тренер «Манчестер Юнайтед» Мэтт Бабси назначил Кэри капитаном команды. После войны команда выступала в целом удачно: в сезонах 1946/47, 1947/48 и 1948/49 «Юнайтед» завершал чемпионат на 2-м месте. В 1948 году Джонни Кэри в роли правого защитника помог своему клубу выиграть первый послевоенный трофей в виде Кубка Англии, обыграв в финале «Блэкпул», за которые играли легендарные Стэнли Мэтьюз и Стэн Мортенсен. Он стал первым капитаном не из Великобритании, выигравшим Кубок Англии. В 1949 году Кэри был признан лучшим футболистом года по версии Ассоциации футбольных журналистов, став вторым получателем этой награды после Стэнли Мэтьюза. В сезоне 1950/51 «Юнайтед» вновь занял второе место в чемпионате, пока наконец не выиграл лигу в сезоне 1951/52. Сезон 1953/54 стал последним в игровой карьере Кэри. В общей сложности он провёл за «Юнайтед» 344 матча и забил 17 мячей.

## Карьера в сборной
10 октября 1937 года Кэри дебютировал за сборную Ирландии в матче против сборной Норвегии. До начала войны он провёл за сборную 8 матчей. Последним довоенным матчем сборной Ирландии была игра против сборной нацистской Германии в Бремене 23 мая 1939 года, когда Кэри, как и все другие игроки ирландской сборной, были вынуждены сделать нацистское приветствие. Менее чем через четыре месяца Великобритания объявила войну Германии, в которой принял участие и сам Джонни Кэри.
Кэри является одним из немногих футболистов, сыгравших за обе ирландские футбольные сборные, сборную Республики Ирландия (FAI) и сборную Ирландии (IFA).

### Футбольная ассоциация Ирландии
С 1937 по 1953 год Кэри провёл за сборную Ирландии под контролем Футбольной ассоциации Ирландии 29 матчей, в которых забил 3 мяча. В 19 матчах он был капитаном команды. 21 сентября 1949 года он был капитаном команды сборной Ирландии, обыгравшей сборную Англии со счётом 2:0 на стадионе «Гудисон Парк». 25 марта 1953 года провёл свой последний матч за сборную  (против Австрии).

### Ирландская футбольная ассоциация
С 1946 по 1949 год Кэри провёл 9 матчей за сборную Ирландии под контролем Ирландской футбольной ассоциации. Дебютировал за сборную 28 сентября 1946 года в игре против Англии; свой последний матч за сборную провёл 9 марта 1949 года в игре против Уэльса.

## Тренерская карьера
В 1948 году Кэри возглавил сборную Ирландии на летних Олимпийских играх 1948 года. Ирландцы проиграли сборной Нидерландов со счётом 3:1 в первом же раунде и выбыли из турнира.
В 1953 году Кэри завершил карьеру игрока и отказался от предложения «Манчестер Юнайтед» войти в тренерский штаб Мэтта Басби. Вместо этого он решил сам стать главным тренером, приняв приглашение клуба Второго дивизиона «Блэкберн Роверс» стать новым главным тренером команды. Как и Мэтт Басби, он прививал команде атакующий футбол и игру в пас, а также активно привлекал в команду молодых игроков. В сезоне 1957/58 «Блэкберн» под его руководством занял 2-е место во Втором дивизионе и вышел в Первый дивизион. В октябре 1958 года его пригласили в «Эвертон», где он стал главным тренером.  В сезоне 1960/61 «Эвертон» занял 5-е место, что было наилучшим показателем в послевоенной истории клуба (до этого команда финишировала на 15-м или 16-м месте), однако руководство клуба в лице Джона Мурса посчитало это недостаточным, и Кэри был уволен. Он получил известие о своём увольнении из «Эвертона», сидя в пассажирском сиденье лондонского такси.
В 1961 году стал главным тренером клуба «Лейтон Ориент» и уже в следующем году вывел клуб в Первый дивизион, где команда провела единственный сезон в своей истории.
С 1963 по 1968 год был главным тренером «Ноттингем Форест». В сезоне 1966/67 команда под его руководством заняла второе место в чемпионате (уступив четыре очка чемпиону «Манчестер Юнайтед») и дошла до полуфинала Кубка Англии. В декабре 1968 года был уволен.
С 1955 по 1967 года Кэри совмещал тренерские обязанности в клубах с работой в роли главного тренера сборной Ирландии.
В октябре 1970 года вновь стал главным тренером «Блэкберн Роверс». В июне 1971 года был уволен, когда «Роверс» выбыл в Третий дивизион.

## После завершения тренерской карьеры
После 1971 года работал в текстильной компании и в казначействе Траффорда.
Умер 22 августа 1995 года в Маклсфилде, Чешир, в возрасте 76 лет.

## Достижения

### Командные достижения
Манчестер Юнайтед
- Чемпион Первого дивизиона: 1951/52
- Обладатель Кубка Англии: 1948
- Обладатель Суперкубка Англии: 1952
- Итого: 3 трофея

### Личные достижения
- Футболист года по версии Ассоциации футбольных журналистов: 1949
- Включён в список 100 легенд Футбольной лиги: 1998

## Статистика выступлений
| Клуб                   | Сезон            | Лига | Лига | Кубки | Кубки | Прочие | Прочие | Итого | Итого |
| Клуб                   | Сезон            | Игры | Голы | Игры  | Голы  | Игры   | Голы   | Игры  | Голы  |
| ---------------------- | ---------------- | ---- | ---- | ----- | ----- | ------ | ------ | ----- | ----- |
| Сент-Джеймс Гейт       | 1936/37          | 0    | 0    | 0     | 0     | 0      | 0      | 0     | 0     |
| Сент-Джеймс Гейт       | Итого            | 0    | 0    | 0     | 0     | 0      | 0      | 0     | 0     |
| Манчестер Юнайтед      | 1936/37          | 0    | 0    | 0     | 0     | 0      | 0      | 0     | 0     |
| Манчестер Юнайтед      | 1937/38          | 16   | 3    | 3     | 1     | 0      | 0      | 19    | 4     |
| Манчестер Юнайтед      | 1938/39          | 32   | 6    | 2     | 0     | 0      | 0      | 34    | 6     |
| Манчестер Юнайтед      | 1945/46          | -    | -    | 4     | 0     | -      | -      | 4     | 0     |
| Манчестер Юнайтед      | 1946/47          | 31   | 0    | 2     | 0     | 0      | 0      | 33    | 0     |
| Манчестер Юнайтед      | 1947/48          | 37   | 1    | 6     | 0     | 0      | 0      | 43    | 1     |
| Манчестер Юнайтед      | 1948/49          | 41   | 1    | 7     | 0     | 1      | 0      | 49    | 1     |
| Манчестер Юнайтед      | 1949/50          | 38   | 1    | 5     | 0     | 0      | 0      | 43    | 1     |
| Манчестер Юнайтед      | 1950/51          | 39   | 0    | 4     | 0     | 0      | 0      | 43    | 0     |
| Манчестер Юнайтед      | 1951/52          | 38   | 3    | 1     | 0     | 0      | 0      | 39    | 3     |
| Манчестер Юнайтед      | 1952/53          | 32   | 1    | 4     | 0     | 3      | 0      | 39    | 1     |
| Манчестер Юнайтед      | Итого            | 304  | 16   | 38    | 1     | 4      | 0      | 346   | 17    |
| Шемрок Роверс (аренда) | 1940/41          | 1    | 1    | 0     | 0     | 0      | 0      | 1     | 1     |
| Шемрок Роверс (аренда) | 1941/42          | 1    | 2    | 0     | 0     | 0      | 0      | 1     | 2     |
| Шемрок Роверс (аренда) | 1945/46          | 0    | 0    | 1     | 1     | 0      | 0      | 1     | 1     |
| Шемрок Роверс (аренда) | Итого            | 2    | 3    | 1     | 1     | 0      | 0      | 3     | 4     |
| Всего за карьеру       | Всего за карьеру | 306  | 19   | 39    | 2     | 4      | 0      | 349   | 21    |